# Aubade
Die Aubade (IPA: [oˈbaːt], anhörenⓘ; französisch, von aube „Morgendämmerung“ → Tagelied; Mehrzahl aubades), spanisch Alborada, ist eine im 17./18. Jahrhundert entstandene musikalische Gattung (Gesang mit oder ohne Begleitung oder rein instrumental), die an den Höfen als „Morgenständchen“ musiziert wurde und ein Gegenstück zur Serenade, dem „Abendständchen“, bildet. Aubaden hatten auch oft einen zeremoniellen oder offiziellen Charakter. So wurde seit Ludwig XIV. am Versailler Hof dem König am 1. Januar von Trommlern des Regiments ein Ständchen gebracht. Nach diesem Vorbild wurden in den Provinzstädten auch Beamte anlässlich ihrer Wahl von Trommlern und Trompetern mit einer Aubade geehrt.
Im 19. Jahrhundert kam Aubade bzw. Alborada auch als Titel von Liedern und Charakterstücken auf, wie zum Beispiel:
- Aubade für Gesang und Klavier von Georges Bizet (undatiert)
- Aubade et Allegretto für Streicher und Bläser von Édouard Lalo (1872)
- Alborada aus dem Capriccio espagnol von Nicolai Rimski-Korsakow (1887)
- Alborada del gracioso aus den Miroirs von Maurice Ravel (1905)
- Aubade für Klavier und 18 Instrumente von Francis Poulenc (1929)

Dem Charakter einer Aubade entspricht auch das sogenannte Siegfried-Idyll Richard Wagners, das dieser als „Tribscher Idyll mit Fidi-Vogelgesang und Orange-Sonnenaufgang“ zu Weihnachten 1870 seiner Frau Cosima widmete; es wurde ihr am ersten Weihnachtstag als „symphonischer Geburtstagsgruß“ zum 33. Geburtstag auf der Treppe des Tribschener Hauses von Musikern des Tonhalle-Orchester Zürich unter der Leitung des Dirigenten Hans Richter dargebracht.